# Ананьев, Афанасий Трофимович
Афанасий Трофимович Ананьев  (? — 21 мая (2 июня) 1871)— русский лексикограф, латинист; статский советник.

## Биография
Был инспектором и директором Тверской гимназии. В 1850 году, при крещении дочери инспектора Тверской гимназии Ефима Егоровича Егорова, Елизаветы Ефимовны был в чине коллежский советник.
Известен как составитель (в соавторстве с Яснецким и Лебединским) «Полного латинского словаря», изданного в 1862 г. П. М. Леонтьевым. Подготовительные работы были начаты Ананьевым задолго до выхода словаря в свет, что видно из книги «Обозрение латинских словарей и план нового латинско-русского словаря» (Москва, 1849).
Одновременно с полным вышел «Сокращенный латинский словарь». Он отличался теми же достоинствами, что и полный: богатством слов и большим количеством цитат из классических латинских авторов.
Изданная Ананьевым в 1867 году «Латинская грамматика» оценивается значительно ниже его лексикографических трудов.
Умер в Твери. Похоронен на тверском Смоленском кладбище.

## Список трудов
- «Обозрение латинских словарей» (изд. М., 1849)
- «План нового латинско-русского словаря». (изд. М., 1849)
- «Полный латинский словарь» (изд. П. М. Леонтьева, М., 1862), составлен в соавторстве с Яснецким и Лебединским.
- «Сокращенный латинский словарь» (изд. М., 1862).
- «Латинская грамматика» (1867)